# Por amarte así (canción)
«Por amarte así» es una balada escrita por Alejandro Montalbán y Eduardo Reyes e interpretada por el artista mexicano Cristian Castro. Fue producido por Kike Santander y lanzado en 2000 como el cuarto sencillo de su sexto álbum de estudio Mi Vida Sin Tu Amor (1999). Líricamente, la canción trata sobre un hombre que promete seguir amando a su amante aunque ella ya no esté. En los Estados Unidos, alcanzó el puesto número tres y dos en las listas de Billboard Hot Latin Songs y Latin Pop Songs y recibió una nominación de Billboard Latin Music como Pista pop del año. "Por Amarte Así" fue el quinto sencillo latino con mejor desempeño de 2001 en los Estados Unidos.
La canción ha sido grabada por varios artistas como Jay Lozada, Xandro y Su Punto, Alacranes Musical y Ana Isabelle. Lozada grabó la canción en salsa para su álbum debut homónimo y alcanzó el puesto número 2 en el Billboard Tropical Songs. La versión de Alacranes Musical alcanzó el puesto número 2 en Billboard Hot Latin Songs, así como el número 1 en Billboard Regional Mexican Songs y fue nominada a un premio Billboard Latin Music Award por Regional Mexican Airplay of the Year para un grupo masculino. La versión de Isabelle incluyó al artista Castro que fue bien recibido por los críticos musicales y alcanzó el puesto 14 en la lista Hot Latin Songs. Montalbán y Reyes recibieron tres premios latinos de la Sociedad Estadounidense de Compositores, Autores y Editores por la grabación de Castro, Lozada y Alacranes Musical de "Por Amarte Así".

## Antecedentes
"Por Amarte Así" es una canción escrita por Alejandro Montalbán y Eduardo Reyes e interpretada por el artista mexicano Cristian Castro para su sexto álbum de estudio Mi Vida Sin Tu Amor (1999). Producida por el músico colombiano Kike Santander, fue lanzada como el cuarto y último sencillo del álbum. En la canción, el protagonista le dice a su amante que la seguirá amando sin importar cuánto tiempo se haya ido.  "Por Amarte Así" ha sido incluido en sus discos recopilatorios Grandes Hits (2002) y Nunca Voy a Olvidarte. . . Los Éxitos (2005). Además, se incluyó una versión remezclada de DJ Greco en el álbum Remixes (2000). En 2012, Castro grabó una versión en vivo con nuevos arreglos de Matt Rolling y producción de Áureo Baqueiro. Esta versión fue incluida en su segundo disco en vivo En Primera Fila: Día 2 en 2014.

## Recepción
En Estados Unidos, "Por Amarte Así" debutó en el puesto 34 de la lista Billboard Hot Latin Songs en la semana del 5 de agosto de 2000.  Escaló entre los diez primeros, 6 semanas después y alcanzó el puesto número 3 en la semana del 11 de noviembre de 2000   En la misma semana, la canción alcanzó el puesto número 2 en la lista Billboard Latin Pop Songs solo detrás de la canción de Chayanne "Yo Te Amo".  "Por Amarte Así" terminó 2001 como el quinto sencillo latino con mejor interpretación del año en los Estados Unidos, así como el segundo sencillo de pop latino con mejor interpretación en el país después de " Abrázame Muy Fuerte " de Juan Gabriel. 
En los Premios Billboard de la Música Latina de 2001, "Por Amarte Así" fue nominada a Canción Pop del Año, pero perdió ante " A Puro Dolor " de Son by Four.  Montalbán y Reyes recibieron un Premio Latino de la Sociedad Estadounidense de Compositores, Autores y Editores (ASCAP) en la categoría Pop/Balada por sus composiciones de la canción.  Fue reconocido por Nielsen Broadcast Data Systems en los premios SPIN de junio de 2003. 

## Listas

### Lista semanal
| Lista (2000)                       | Posición |
| ---------------------------------- | -------- |
| Estados Unidos (Hot Latin Songs)   | 3        |
| Estados Unidos (Latin Pop Airplay) | 2        |

### Lista de fin de año
| Lista (2000)               | Posición |
| -------------------------- | -------- |
| US Latin Songs (Billboard) | 30       |

| Lista (2001)                   | Posición |
| ------------------------------ | -------- |
| US Latin Songs (Billboard)     | 5        |
| US Latin Pop Songs (Billboard) | 2        |

### Lista de todos los tiempos
| Lista (2021)                   | Posición |
| ------------------------------ | -------- |
| US Hot Latin Songs (Billboard) | 41       |

## Versión de Ana Isabelle
En 2009, la cantante puertorriqueña Ana Isabelle hizo una versión de "Por Amarte Así" incluido en su segundo álbum de estudio, Mi Sueño (2010). Fue estrenada el 29 de noviembre de 2009 luego de que ganara el reality show ¡Viva el Sueño!. La versión de Isabelle presenta una colaboración a dúo con Cristian Castro.  La versión de Isabelle alcanzó el puesto número 14 y 6 en las listas Billboard Hot Latin Songs y Latin Pop Songs, respectivamente. Sobre la reseña del álbum, David Jeffries de Allmusic dijo que Isabelle interpretó "Por Amarte Así" "de manera convincente". Ayala Ben-Yehuda de la revista Billboard calificó su interpretación de la canción como un "sencillo de balada bien elegido". Además, esta versión de la canción se utilizó como tema principal de la telenovela homónima argentina de 2016. 
Un video musical de la canción fue filmado en Miami y dirigido por Pablo Croce, que presenta a Isabelle y Castro actuando dentro de un edificio donde los dos intentan visitar la habitación del otro. Isabelle también grabó "Por Amarte Así" en bachata en colaboración con el grupo estadounidense 24 Horas, así como un remix urbano con J-King y Maximan.  Isabelle y Castro interpretaron la canción en vivo durante la 22ª ceremonia anual de los Premios Lo Nuestro en 2010 después de que este último cantara "Ten Valor".

## Otras versiones
En 2000, el músico puertorriqueño Jay Lozada grabó una versión de "Por Amarte Así" en salsa para su álbum debut homónimo que fue producido por Eddy Marrero. Su versión alcanzó el puesto número 35 en Billboard Hot Latin Songs y el número 2 en las listas de Tropical Songs, respectivamente. Se filmó un video musical para su interpretación que muestra escenas de Lozada y una mujer en varias partes de Miami.  El éxito de la portada de Lozada lo llevó a recibir una nominación a Artista Tropical Nuevo en la 14.ª ceremonia anual de los Premios Lo Nuestro en 2002, pero perdió ante Huey Dunbar. Montalbán y Reyes recibieron un premio de música latina ASCAP en la categoría Salsa por la versión de Lozada en 2002.  En 2001, el grupo musical dominicano Xandro y Su Punto hizo una versión de la canción en merengue para su segundo álbum de estudio Exclusivo (2001). Su versión alcanzó el puesto 35 en la lista Tropical Songs.  En el mismo año, la canción tuvo una versión titulada "Por Te Amar Assim", interpretada por el dúo sertanejo brasileño Marlon & Maicon para su primer álbum.
Seis años después, la banda estadounidense duranguense Alacranes Musical grabó una versión de "Por Amarte Así" incluida en su álbum de estudio Ahora y Siempre (2007). Su versión alcanzó el puesto número 2 en la lista Hot Latin Songs y se convirtió en su primera canción número uno en la lista Billboard Regional Mexican Songs.  Un editor de Allmusic describió como una de esas canciones del álbum donde "el sonido festivo del grupo se muestra en canciones románticas de ritmo rápido". El video musical muestra al grupo actuando en un escenario con varias escenas que involucran a una mujer filmadas en escala de grises hasta el final del video. Recibió una nominación a Airplay Regional Mexicano del Año por un Grupo Masculino en los Premios Billboard de la Música Latina 2008, que fue para La Arrolladora Banda El Limón por su canción "De Ti Exclusivo".  Montalbán y Reyes ganaron un Premio ASCAP de Música Latina en el campo Regional Mexicano por la versión de Alacranes Musical.  Fue incluido en su álbum de grandes éxitos La Historia de Los Éxitos (2009) y Por Siempre Alacranes (2010). Una versión en vivo de la canción fue grabada en su álbum Live - En Vivo Desde México (2009).